# ECMAScript
ECMAScript е скриптов език стандартизиран от Ecma International в ECMA-262 спецификация и ISO/IEC-16262. Езикът се използва широко за скриптове от страна на клиента (client-side) в Интернет под формата на няколко добре познати приложения, като JavaScript, JScript и ActionScript. В много уеб браузъри се изпълнява от JavaScript. Публикувани са пет версии на ECMA-262.